# Nogačevići
Nogačevići su naselje u općini Srebrenica, Republika Srpska, BiH.

## Stanovništvo
Nacionalni sastav stanovništva 1991. godine, bio je sljedeći:
ukupno: 173
- Bošnjaci - 112
- Srbi - 58
- ostali, neopredijeljeni i nepoznato - 3